# 内閣総理大臣の異議
内閣総理大臣の異議（ないかくそうりだいじんのいぎ）とは、行政訴訟のうち取消訴訟において、内閣総理大臣が裁判所に対し執行停止の申立てについて異議を述べること。諸外国に無い制度であり、行政事件訴訟法27条にその規定がある。

## 由来
この制度は、もとは行政事件訴訟特例法10条に定められたものであり、当初は立法に否定的だったGHQが、平野事件を契機として、否定を覆し導入を指示したとされる。GHQがそれほどまでに「平野事件」に過剰な反応を示した背景としては、いわゆる「ニューディーラー」で構成されていたGHQのリーガルセクションが司法権に対して強い不信を抱いていたことが指摘されている。すなわち、「ニューディールの最大の妨害者であった」アメリカ連邦最高裁判所のように、日本の裁判所が来るべき社会改革を妨害することが危惧されたために、司法権の暴走を防ぐ手立てが必要とされたのである。行政事件訴訟特例法の下では米内山事件の最高裁決定により実務上は執行停止決定前に述べることで決着がついたが、執行停止決定後に述べる場合については、理論上の問題が残り、概ね司法側と行政側および学会の通説でその解釈が分かれていた。2004年の法改正において廃止が検討されたが、省庁の猛烈な反対によって今後の検討課題として見送られ、未だに現行の行政事件訴訟法27条に引き継がれている。

## 概要
制度自体の合憲性を正面から争う裁判において合憲を認めた判例があるが、この判決に対して全く認容できないとする論評もある。合憲性に争いが残されたまま、最後の行使からほぼ半世紀が経っているが、近年においてもその行使が検討されたことはあるので、本制度を定める行政事件訴訟法27条の条文が完全に死文化したとは言えないのかも知れない。
内閣総理大臣は、取消訴訟における処分の執行停止について、裁判所に対し、異議を述べることができる（第27条第1項）。これに対し、裁判所は形式的審査権を有するが、実質的審査権は持たないものと解される。しかしながら、理由の付記を欠いても異議が不適法にならないとする説もある。
裁判所は異議を受けた場合、執行停止をすることができず、すでに執行停止の決定をしているときは、これを取り消さなければならない（同条第4項）。この条項は行特法10条には無かった規定であり、執行停止決定後に述べられた場合についての立法的解決である。すなわち、決定の前に異議が適法に述べられた場合、執行停止の申立ては却下され、決定の後に異議が適法に述べられた場合、執行停止の申立ては取り消され、始めから無かったものとされる。
また、この制度は内閣総理大臣の権限が大きいので、理由を付さねばならないのはもちろんのこと（第2項）、理由には処分の効力を存続し、処分を執行し、又は手続を続行しなければ公共の福祉に重大な影響を及ぼすおそれのある事情を示さねばならず（第3項）、やむを得ない場合でなければ異議を述べてはならず（第6項前段）、異議を述べた場合は次の常会で国会に報告しなければならない（同項後段）。
仮の義務付け及び仮の差止めにも準用されている（第37条の5 4項）。
また、無効等確認の訴えの仮の救済手続にも準用されている（第38条３項）。

## 具体例
行特法時代に計18件、行訴法制定から現在までに計9件ある。

### 行特法時代
| 内閣総理大臣 | 年度         | 事件の種類                           | 既済内容               | 異義申述時期   | 異義申述時期   |
| 内閣総理大臣 | 年度         | 事件の種類                           | 既済内容               | 執行停止決定前 | 執行停止決定後 |
| ------------ | ------------ | ------------------------------------ | ---------------------- | -------------- | -------------- |
| 吉田茂       | 1949(昭和24) | 東京都議会議員の辞職許可処分         | 取下                   | ○              |                |
| 同           | 1949(昭和24) | 東京地方労働委員会職員の免職処分     | 却下                   | ○              |                |
| 同           | 1949(昭和24) | 朝連学園の閉鎖処分                   | 認容・取消             |                | ○              |
| 同           | 1949(昭和24) | 神戸市吏員の免職処分                 | 却下                   | ○              |                |
| 同           | 1950(昭和25) | 京都府立医大の放学処分               | 同                     | ○              |                |
| 同           | 1950(昭和25) | 同                                   | 同                     | ○              |                |
| 同           | 1950(昭和25) | 長崎市吏員の免職処分                 | 同                     | ○              |                |
| 同           | 1952(昭和27) | 兵庫県議会議員の懲罰決議             | 認容・取消             |                | ○              |
| 同           | 1952(昭和27) | 只見川の発電用水使用許可取消処分     | 却下                   | ○              |                |
| 同           | 1952(昭和27) | 青森県議会議員の除名処分             | 認容・取り消さない決定 |                | ○              |
| 同           | 1953(昭和28) | 土地使用裁決（アーニー・パイル劇場） | 却下                   | ○              |                |
| 同           | 1953(昭和28) | 土地収用裁決（西武鉄道）             | 同                     | ○              |                |
| 同           | 1954(昭和29) | 京都市立中学校教員の免職処分等       | 同                     | ○              |                |
| 同           | 1954(昭和29) | 京都大学の放学処分                   | 同                     | ○              |                |
| 鳩山一郎     | 1955(昭和30) | 土地収用認定（砂川）                 | 同                     | ○              |                |
| 同           | 1955(昭和30) | 同通知                               | 同                     | ○              |                |
| 同           | 1955(昭和30) | 土地使用裁決（横浜根岸地区）         | 同                     | ○              |                |
| 同           | 1955(昭和30) | 鯖江市の町村合併処分                 | 認容・取消             |                | ○              |

### 行訴法制定以降
佐藤内閣総理大臣の異議の乱発は、最初の内こそ国会での野党から、あるいはマスコミから大いに批判されたが、行政側と市民側との根競べのような状況において、最後には市民側が折れてしまい、次第に異議が通ることが当たり前のように受け取られるようになるにつれ、注目や関心を余り集め無くなっていった。
集団示威運動に関する事件での執行停止とそれに対する異議申立てによる決定については、一刻を争う事案処理を求められる上で、ほとんど毎度にわたり困難な対処を迫られた。
| 内閣総理大臣 | 年度         | 執行停止決定月日 | 事件の種類                                                 | 異議申述を受けての決定年月日 | 既済内容 | 国会報告 | 国会報告                                  |
| 内閣総理大臣 | 年度         | 執行停止決定月日 | 事件の種類                                                 | 異議申述を受けての決定年月日 | 既済内容 | 回次     | 主な質問者                                |
| ------------ | ------------ | ---------------- | ---------------------------------------------------------- | ---------------------------- | -------- | -------- | ----------------------------------------- |
| 佐藤栄作     | 1967(昭和42) | 6・9             | 東京都公安条例に基づく集団示威運動に関する事件             | 6・10                        | 取消     | 55       | 猪俣浩三・岡沢完治 ・中村喜四郎・占部秀男 |
| 同           | 同           | 7・10            | 同                                                         | 7・11                        | 同       | 同       | 亀田得治                                  |
| 同           | 同           | 7・10            | 同                                                         | 7・11                        | 同       | 同       | 同                                        |
| 同           | 1968(昭和43) | 2・2             | 同                                                         | 2・2                         | 同       | 58       | 久保三郎・林百郎                          |
| 同           | 1969(昭和44) | 2・26            | 同                                                         | 2・26                        | 同       | 61       | 田中武夫                                  |
| 同           | 同           | 2・28            | 同                                                         | 2・28                        | 同       |          |                                           |
| 同           | 同           | 11・15           | 同                                                         | 11・16                       | 同       |          |                                           |
| 同           | 同           | 11・16           | 同                                                         | 11・16                       | 同       |          |                                           |
| 同           | 1971(昭和46) | 4・15            | 天皇皇后両陛下の広島行幸啓をめぐる集団示威運動に関する事件 | 4・16                        | 取消     | 67       | 赤松勇・水口宏三                          |

## 批判
内閣総理大臣の異議の制度についてはその憲法適合性に関する争いがある。合憲説の主力であった兼子説・田中説は支持を失い、現在のところ少なくとも理論上は違憲説が主流である。国民の権利救済を犠牲にしてもなお内閣の政治判断を優先させるべき事案は厳格に限定されるべきであり、従って一般的・包括的に異議を可能とする現行制度を一旦廃止した上で、事項毎にその必要性を厳格に吟味した上で異議制度を再構築すべきであろう。

### 合憲説
国家作用の「本質」に照らせば、制度は合憲である。緊急事態のような迅速な執行を要する事案については、異議制度を存置して、国民に対してより直接に責任を負う内閣に判断を委ねる方が望ましいという批判があり得る。

#### 兼子説
「司法の優位」は「国政に対して積極的且（かつ）」能動的な作用をもつものではなく、むしろ消極的且受動的なものである」などと司法権の特質を兼子一は強調する。彼によれば、終局判決をする権限は司法権に属するが、執行停止は「行政処分の効力を一時停止させる処分であって、本案の終局判決をする権限に当然付随する権限に基づくものとは観念できない」。したがって内閣総理大臣の異議により裁判所の執行停止の権限を消滅させることは「本来の司法権の侵奪とみるのは当たらない」。

#### 田中説
「執行停止を命ずる決定はむしろ司法権に託された一種の行政処分的性質をもった作用」であるから、意義制度は合憲である、と田中二郎は主張する。

### 違憲説
合憲説のいう「司法」理解に果たして十分な論拠があるかが疑問である。そもそも、国家作用の「本質」に依拠する立論自体が問題を孕んでいる。「先験的（英: transcendental）な行政概念から演繹的に解釈論を導く発想」は過去の遺物に過ぎないから、「裁判を受ける権利」の観点から、内閣総理大臣と裁判所のいずれが執行停止の機能を担うのが適切であるか、という点を端的に検討すべきである。緊急事態における公益に関する裁判官の判断能力は過小評価すべきでない。

#### 真野説
米内山事件を審理した真野毅の反対意見。執行停止が「司法権に属する司法的処置」である以上、内閣総理大臣の異議は「司法権の領域を侵犯」するものであり、三権分立の原則に違反する。

#### 今村説
訴訟において当事者は対等でなければならない、という訴訟制度の「基本的性格」から、当事者の一方である内閣総理大臣に異議権を認めることは許されない。

#### 杉村説
裁判官に対する「不信」は、裁判官に違憲法令審査権を認め、司法裁判所に行政事件訴訟の管轄権を認める憲法の趣旨に基本的に矛盾する。

#### 機能的権力分立論
ドイツ公法由来の機能的権力分立論は「機能法的考察」に基づく権力分立理論であって、日本でも支持を広げつつある。それによれば、執行停止は裁判所に委ねるのが「機関適正」の原則に適っている。